# Бунтівний син
«Бунтівний син» — британський історичний пригодницький фільм 1938 року режисера Адріана Брунела з Гаррі Бауром, Ентоні Бушеллом і Роджером Лівсі в головних ролях. У фільмі у своїй першій екранній ролі з'являється Патриція Рок. Проєкт був переробкою Олександра Корди французької екранізації Грановського 1936 року роману українського письменника-класика Миколи Гоголя «Тарас Бульба», дія якої відбувається в Україні XVII століття.
Він також був відомий під альтернативними назвами «Варвар і пані» або «Повстанський син Тараса Бульби».

## У ролях
- Гаррі Баур — Тарас Бульба
- Ентоні Бушелл — Андрій Бульба
- Роджер Лівсі — Петро Бульба
- Патриція Рок — Марина
- Джоан Гарднер — Галка
- Фредерік Каллі — принц Замміцький
- Бернард Майлз — польський в'язень
- Джо Каннінгем — Сачка
- Чарльз Фаррелл — Товкач
- Стаффорд Хілліард у ролі Заїки
- Енн Веміс в ролі Селіми